# Dransdorf

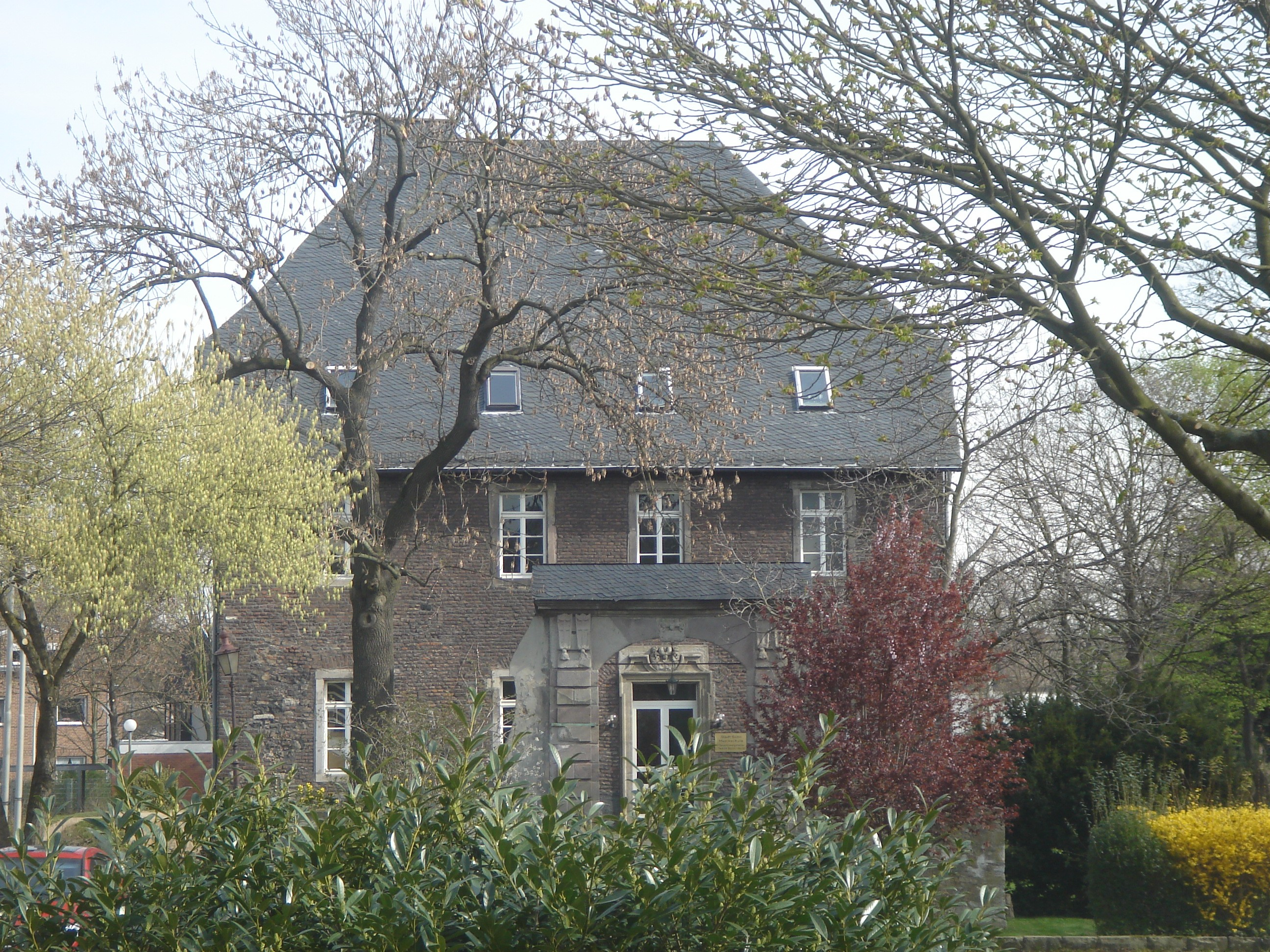
Dransdorfer Burg

Dransdorf ist ein Ortsteil im Nordwesten der Bundesstadt Bonn mit rund 5000 Einwohnern. Er gehört zum Stadtbezirk Bonn.

## Lage
Dransdorf liegt etwa vier Kilometer von der Innenstadt entfernt. Angrenzend liegen die Bonner Stadtteile Tannenbusch im Norden, Weststadt im Nordosten, Endenich im Südosten und Lessenich/Meßdorf im Süden sowie die Gemeinde Alfter im Westen. Der Großteil Dransdorfs liegt relativ tief, entsprechend den zum Rhein hin gelegenen Stadtteilen. Richtung Meßdorf steigt das Gelände mit dem Dransdorfer Berg steil an. Darüber breitet sich das Meßdorfer Feld aus.

## Geschichte

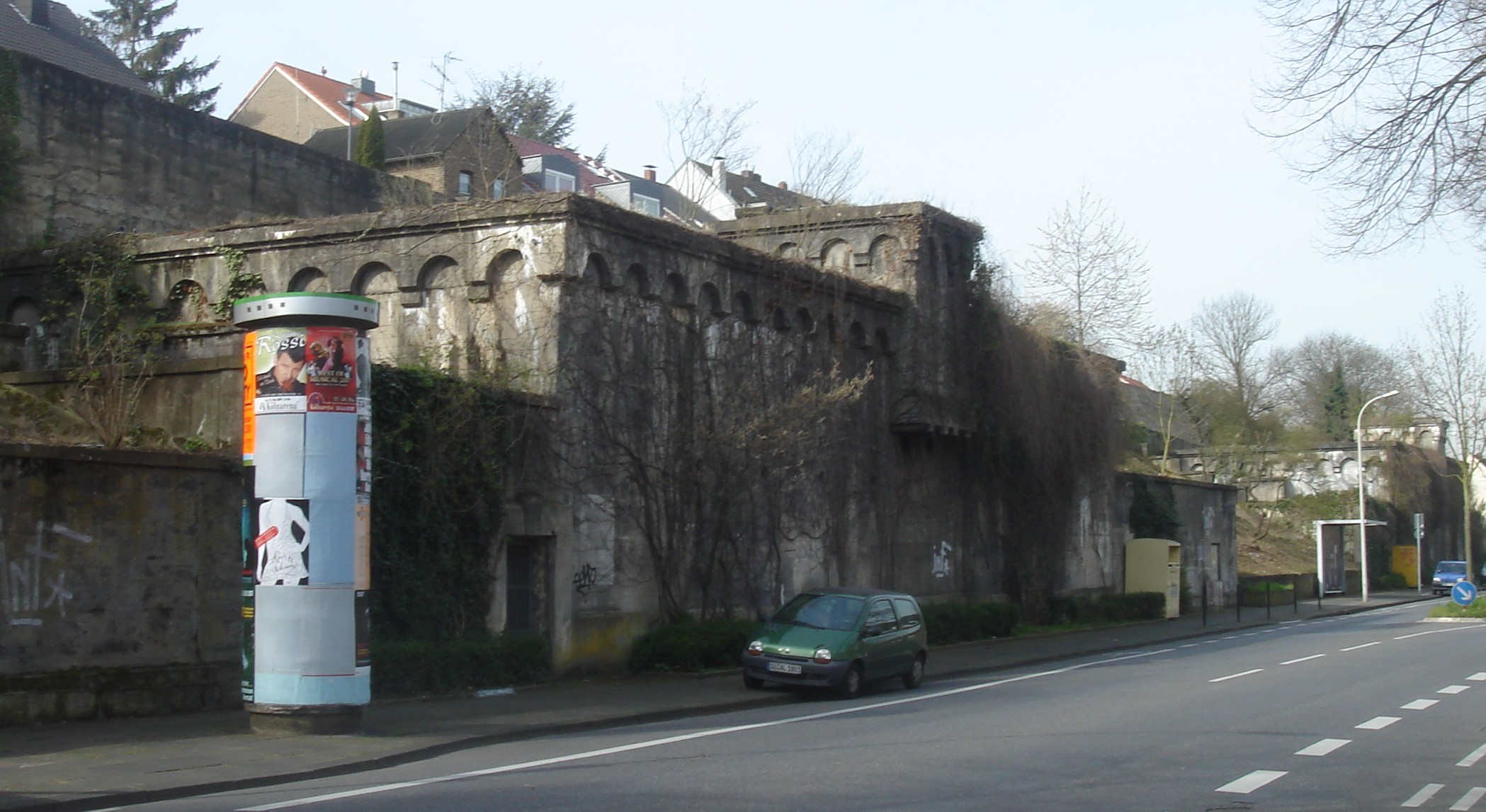
Bunker am Dransdorfer Berg

Erste Siedlungsfunde auf Dransdorfer Gebiet stammen aus der Römerzeit.

### Mittelalter
1139 wird ein Cuno von Travinstorp namentlich erwähnt, auf diesen wird die Dransdorfer Burg zurückgeführt. 1224 taucht der Ort im Namen des Ritters Lambertus de Draynstorp auf.

### Neuzeit

#### Herrschaft Dransdorf
Der im Jahr 1604 geborene Constantin von Lyskirchen (1604 bis 1672) war der Sohn des Bürgermeisters und seiner Ehefrau Gertrud von Reck. Er war Enkel und Urenkel von Kölner Bürgermeistern und nannte sich Herr zu Dransdorf, nach der seit dem 16. Jahrhundert im Besitz der Kölner Familie Lyskirchen befindlichen Herrschaft bei Bonn. Constantin heiratete im Jahr 1631 die Bürgermeistertochter Margarethe von Rottkirchen (1609 bis 1665), die ihm im Laufe der Ehe sechs Töchter gebar. Lyskirchen war zwischen 1640/41 und 1670/71 Bürgermeister der Stadt Köln. Eine Abbildung zeigt ihn mit Schwertgehänge und Degen, sodass man annimmt, er sei als Vertreter des Adels dargestellt worden. Constantin lebte von seinen Einkünften als Rentier und Großgrundbesitzer.
Steuerdokumente von 1658/64 führen für Dransdorf 17 Höfe auf. 1689 wurde das Dorf bei einer Belagerung Bonns zerstört.
Im 19. Jahrhundert gehörte Dransdorf zum Nachbarort Endenich und mit diesem ab dem Jahre 1815 zur Bürgermeisterei Poppelsdorf im späteren Landkreis Bonn. Als die Bürgermeisterei am 1. Juni 1904 aufgelöst wurde, wurde Dransdorf zusammen mit Endenich in die Stadt Bonn eingegliedert.
1897 erhielt Dransdorf einen Haltepunkt an der Vorgebirgsbahn, 1898 ein Bahnbetriebswerk. 1912 bzw. 1927 wurde die Kirchengemeinde schrittweise selbständig. Im Zweiten Weltkrieg entstand 1941–1943 am Dransdorfer Berg ein Bunker.
In den 1960er Jahren entstand eine Hochhaussiedlung, die den Ort als sozialen Brennpunkt gelten ließ. Im Rahmen eines sogenannten „Integrierten Handlungskonzeptes zur Verbesserung der Lebensqualität“ wurde diese Siedlung saniert; dazu kamen weitere Maßnahmen wie die Schaffung des Grünzugs Bonn-Nord, eine Ortsumgehungsstraße und weitere Verkehrsberuhigungsmaßnahmen.
Im Frühjahr 1998 wurde in Erinnerung an Saime Genç, das jüngste Opfer des rassistischen Brandanschlags von Solingen, eine Straße am Ring des Gewerbeparks Bonn-West nach ihr benannt, der Saime-Genç-Ring. In der abgelegenen Straße wurde erst am 20. Jahrestag des Verbrechens mit einem Schild auf den Hintergrund zur Namensgebung hingewiesen. Im Jahr 2020 hinterfragte die Schweizer Regisseurin Güzin Kar mit dem preisgekrönten Kurzfilm Deine Strasse diese Art von Erinnerungskultur.

## Verkehr
Der Stadtteil hat eine sehr gute verkehrsinfrastrukturelle Anbindung an das öffentliche Nahverkehrsnetz der Stadt. Mit mehreren Buslinien, den Stadtbahnlinien 18 und 68 am Bahnhof Dransdorf der Vorgebirgsbahn und den Linien 63 und 16 an der Haltestelle Tannenbusch Süd an der Rheinuferbahn lassen sich in kurzer Zeit die Innenstadt sowie weitere Zentren erreichen.